# Emergenza di Aden
Con Emergenza di Aden (in lingua inglese Aden Emergency) si indica il conflitto di guerriglia che interessò la parte meridionale dell'attuale Yemen tra il dicembre 1963 e il novembre 1967.
Possedimento del Regno Unito fin dalla metà del XIX secolo, lo Yemen meridionale era suddiviso nelle due entità della Colonia di Aden e del Protettorato di Aden, riuniti poi nei primi anni 1960 nell'entità della Federazione dell'Arabia Meridionale. La decisione britannica di dotare la Federazione di un pieno autogoverno entro il 1968 portò allo scoppio di un conflitto armato con le fazioni più radicalmente indipendentiste, rappresentate dal Fronte di Liberazione Nazionale o NLF (marxista e appoggiato dall'Unione Sovietica) e dal Fronte per la Liberazione dello Yemen del Sud Occupato o FLOSY (mosso dagli ideali del nasserismo e sostenuto dall'Egitto); oltre che prendere le armi contro i britannici, i due movimenti si affrontarono anche tra di loro per decidere chi avrebbe governato il nuovo Stato.
Il conflitto alternò operazioni di guerriglia nelle zone montuose dell'entroterra a sommosse, scontri di piazza e attentati terroristici nelle strade di Aden; nonostante lo spiegamento di molte migliaia di uomini e l'adozione di tattiche di controinsorgenza, le forze britanniche ebbero forti difficoltà a controllare la situazione a causa dello scarso sostegno popolare e dell'inaffidabilità delle forze militari e di polizia locali. Accettando l'inevitabile, il governo del primo ministro Harold Wilson ordinò quindi un ripiegamento delle forze britanniche da Aden, conclusosi nel novembre 1967; il NLF prese quindi il potere e proclamò l'istituzione della Repubblica Democratica Popolare dello Yemen.

## Antefatti

### La colonizzazione britannica dello Yemen
Collocata strategicamente all'imboccatura meridionale del Mar Rosso, la parte meridionale del moderno Yemen cadde sotto l'influenza coloniale britannica nel corso del XIX secolo. Nel 1839 truppe della Compagnia britannica delle Indie orientali occuparono il porto di Aden e le sue immediate vicinanze, onde soffocare i continui attacchi dei pirati locali alle navi della Compagnia; il piccolo possedimento non più ampio di 121 km², designato come "Insediamento di Aden" e poi come "Provincia di Aden", divenne una dipendenza periferica della Presidenza di Bombay finché, nel 1937, non fu elevato al più prestigioso status di colonia della corona britannica con il nome di Colonia di Aden.
Nel frattempo, l'apertura del canale di Suez nel 1869 portò a un maggior interesse del governo di Londra per queste prima dimenticate contrade, anche in ragione del fatto che l'Impero ottomano stava consolidando il suo controllo sulla costa orientale del Mar Rosso e stava spingendo la sua sfera di influenza sempre più verso lo Yemen a sud. A partire dal 1872, il Regno Unito iniziò a stipulare una serie di trattati di amicizia e protezione con il coacervo di piccoli sultanati, sceiccati ed emirati locali che punteggiavano l'entroterra di Aden e la regione orientale dell'Hadramawt, riuniti quindi nell'entità amministrativa del Protettorato di Aden. La parte settentrionale dello Yemen cadde invece sotto il controllo dell'Impero ottomano, e dopo varie scaramucce di frontiera un trattato tra Londra e Istanbul nel 1904 fissò la linea di confine tra il Vilayet dello Yemen ottomano a nord e il Protettorato di Aden a sud; con il crollo dell'Impero ottomano a seguito della sconfitta nella prima guerra mondiale, nel 1918 la parte settentrionale dello Yemen ottenne poi l'indipendenza come Regno Mutawakkilita dello Yemen.
Aden divenne un porto commerciale di rilievo e un centro economico della regione, in particolare dopo l'apertura nel 1954 di una grossa raffineria della British Petroleum, nonché un'importante base aeronavale britannica per la protezione agli approcci meridionali del canale di Suez e delle rotte di collegamento tra la Gran Bretagna e l'India. Il ruolo militare di Aden non decrebbe con la fine del controllo britannico sul canale di Suez nel 1956, conseguente la nazionalizzazione voluta dal nuovo regime repubblicano egiziano di Gamal Abd el-Nasser e il fallimento dell'intervento militare anglo-francese volto a impedirlo, ma anzi aumentò: Aden divenne la principale base militare britannica nella regione del Medio Oriente e importante punto d'appoggio per sostenere quanto rimaneva dei possedimenti coloniali del Regno Unito nella regione.

### L'avvento del nazionalismo

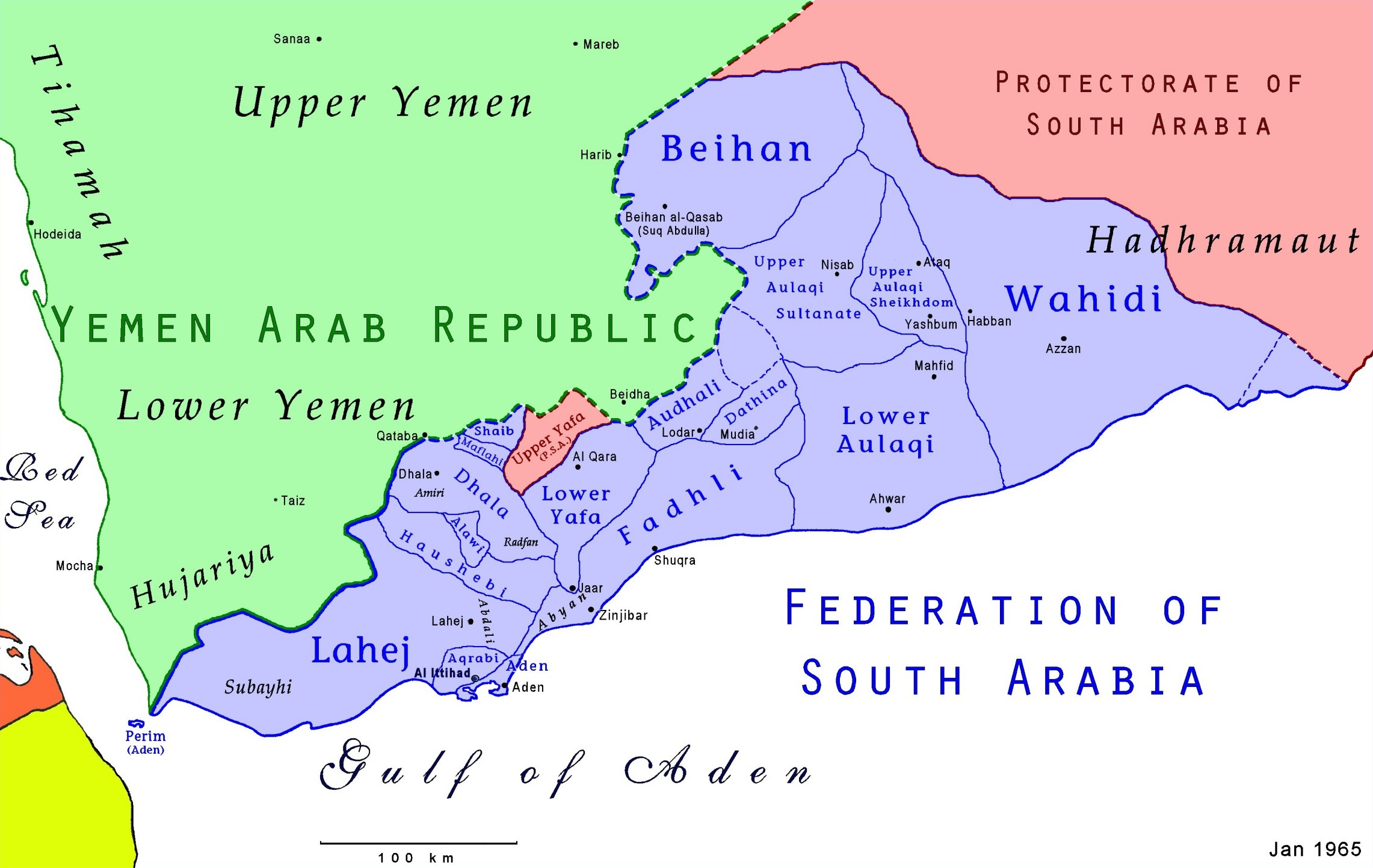
Lo Yemen nel 1965: in verde la Repubblica Araba dello Yemen, in viola la Federazione dell'Arabia Meridionale, in rosso il Protettorato dell'Arabia Meridionale

Il vento del nazionalismo arabo propagandato da Nasser stava però iniziando a soffiare anche nello Yemen: nel 1958 lo Yemen del nord si integrò con Egitto e Siria nell'entità confederale degli Stati Arabi Uniti, che tuttavia ebbe vita breve e cessò già nel 1961 a causa degli interessi contrastanti dei suoi componenti; ad ogni modo, Nasser sostenne apertamente le istanze del Regno Mutawakkilita dello Yemen, che riteneva Aden e l'Hadramawt come propri territori naturali illecitamente occupati dai colonizzatori britannici. Le pretese dello Yemen del nord impensierivano non poco gli staterelli che formavano il Protettorato di Aden: piuttosto che venire annessi al centralista e autocratico regno del nord e perdere così il proprio potere locale, gli sceicchi e i sultani del sud vedevano con maggior vantaggio il rimanere sotto la "protezione" del governo britannico, che li sussidiava e rispettava il loro ruolo di autorità locali.
Ciò offrì ai britannici l'opportunità di risolvere il problema della decolonizzazione dello Yemen meridionale attraverso la creazione di un'entità statuale locale di stampo federale, che si sarebbe opposta alle pretese annessionistiche dello Yemen del nord e avrebbe preservato almeno in parte l'influenza di Londra nella regione: l'11 febbraio 1959 sei degli originari ventuno sultanati sudyemeniti formarono la Federazione degli Emirati Arabi del Sud, formalmente autonoma ma sottoposta ancora all'assistenza del Regno Unito in materia finanziaria, militare e di politica estera; gli altri sultanati e sceiccati si unirono progressivamente alla nuova entità, che il 4 aprile 1962 assunse la designazione di Federazione dell'Arabia Meridionale. Solo quattro dei regni locali, principalmente concentrati nell'Hadramawt orientale, scelsero di non aderire alla federazione e rimasero legati al Regno Unito come Protettorato dell'Arabia Meridionale.
Le tensioni nazionaliste nella Colonia di Aden si stavano nel frattempo facendo sempre più forti: l'ampliamento della raffineria della British Petroleum ad Aden portò a un notevole incremento della manodopera reclutata nelle regioni dell'interno, maggiormente sensibile ai richiami del nazionalismo arabo rispetto ai più filo-britannici lavoratori adeniti. Abdullah Asnag, segretario del potente sindacato dell'Aden Trade Union Congress fondato nel 1956, sfruttò questo cambiamento a proprio vantaggio: Asnag era un estremista di sinistra e un convinto nasserista, e organizzò subito vaste manifestazioni e scioperi a favore della cacciata dei britannici da Aden. Per controbilanciare queste tensioni, i britannici insistettero perché anche la Colonia di Aden aderisse alla nuova entità federale sudyemenita, cosa che avvenne il 18 gennaio 1963 dopo la sua costituzione come Stato di Aden: i movimenti nazionalisti adeniti furono così obbligati a sottostare a una Federazione dove gli staterelli monarchici dell'interno, ancora favorevoli a Londra, detenevano la maggioranza in seno agli organi assembleari. Questo tuttavia aprì insanabili contrasti in seno alla Federazione stessa: la società di Aden, la sua sofisticata comunità commerciale e le organizzazioni politiche e sociali formatesi localmente temevano fortemente un arretramento del loro status a causa dell'influenza dei monarchi delle regioni rurali dell'entroterra, che percepivano come leader tribali, illetterati e clericali; questo sentimento era esattamente contraccambiato dai monarchi dell'entroterra, che temevano una diminuzione del loro potere se non una vera e propria futura loro estromissione dalle leve politiche ed economiche della Federazione da parte della popolazione di Aden, ormai secolarizzata e caratterizzata dalla presenza di folte comunità non musulmane e non arabe.
I contemporanei eventi nello Yemen del nord favorirono lo scoppio della violenza nel sud. Il 26 settembre 1962, elementi delle forze armate e delle organizzazioni politiche locali di ispirazione repubblicana e nasseriana organizzarono un colpo di stato contro il regime monarchico e tradizionalista di Sana'a, proclamando la nascita della Repubblica Araba dello Yemen; i sostenitori della monarchia, con l'appoggio della confinante Arabia Saudita, scatenarono quindi una sanguinosa guerra civile contro la nuova Repubblica, portando Nasser a ordinare il dispiegamento di un vasto contingente di truppe da combattimento egiziane nello Yemen del nord. Asnag accolse con favore il colpo di stato a Sana'a e iniziò a chiedere con insistenza l'unificazione di Aden alla nuova repubblica; la presenza di una nazione amica direttamente confinante e delle truppe egiziane che la presidiavano erano un forte incentivo alla formazione di gruppi di oppositori armati al dominio britannico, e nel 1963 un "Fronte di Liberazione Nazionale" (National Liberation Front o NLF) venne fondato da Qahtan Muhammad al-Shaabi con l'assistenza degli egiziani. L'annuncio da parte delle autorità britanniche che alla Federazione dell'Arabia Meridionale sarebbe stato concesso un pieno autogoverno entro il gennaio 1968 portò ben presto a una lotta aperta per assicurarsi il potere del nascente Stato.

## La guerra

### L'inizio e la campagna del Jebel Radfan

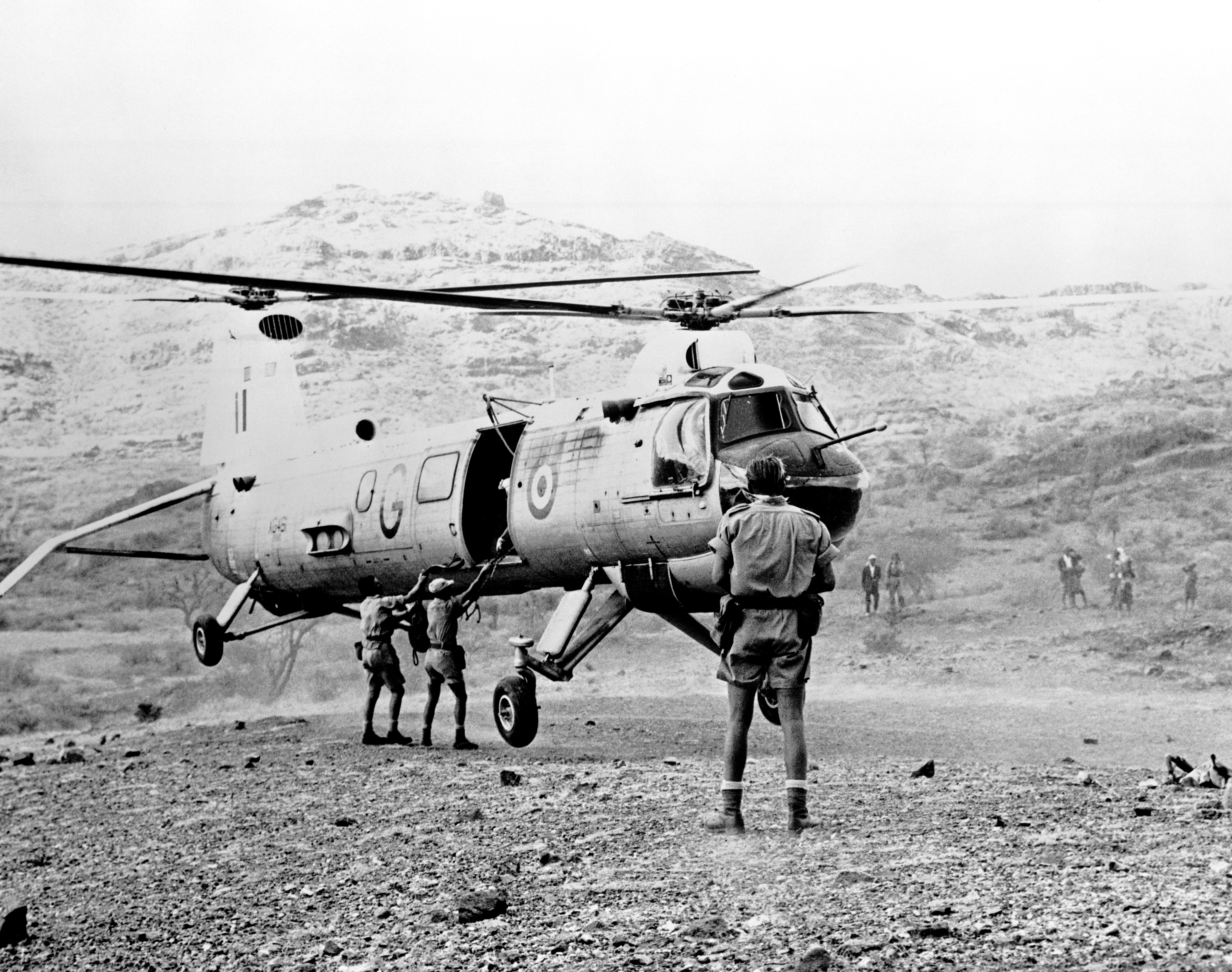
Un elicottero Bristol Belvedere britannico in azione nel territorio montuoso del Jebel Radfan

Il 10 dicembre 1963 agenti del NLF diedero il via alle ostilità compiendo un attentato ai danni di Sir Kennedy Trevaskis, alto commissario britannico ad Aden: una bomba a mano fu lanciata contro il seguito dell'alto commissario mentre si trovava all'aeroporto di Khormaksar per imbarcarsi alla volta di Londra; Trevaskis rimase illeso, ma una donna fu uccisa e altre cinquanta persone ferite nell'attentato. Più tardi quello stesso giorno venne proclamato uno stato di "emergenza" per il territorio di Aden, e forti contingenti di truppe britanniche furono schierate per fronteggiare altri attacchi dei nazionalisti.
Il NLF poteva contare su un forte sostegno da parte della tribù dei Qutaibi o Quteibi, insediata nell'aspro territorio montuoso del Jebel Radfan al confine con lo Yemen del nord; ben riforniti di armi, i Qutaibi iniziarono ad attaccare i convogli che percorrevano l'importante strada di collegamento tra Aden e Al-Dali'. Nel gennaio del 1964 tre battaglioni dell'esercito della Federazione (Federal Regular Army, in precedenza Aden Protectorate Levies) con l'assistenza di forze aeree britanniche lanciarono un'offensiva (operazione Nutcracker) contro i guerriglieri, riuscendo a riprendere il controllo della strada; non appena i soldati furono ritirati, tuttavia, gli attacchi ripresero. Unità scelte britanniche furono quindi fatte affluire per snidare i guerriglieri dai loro rifugi sulle montagne: fu radunata una forza ad hoc (Radforce) sotto il comando del generale John Cubbon, comprendente il 45 Commando dei Royal Marines, il 3º Battaglione del Parachute Regiment, uno squadrone dello Special Air Service e unità blindate, d'artiglieria e del genio, che nell'aprile 1964 iniziò una nuova offensiva nel Jebel Radfan (operazione Cap Badge).
Nel corso di un mese di operazioni, i britannici dovettero affrontare un ostinato gruppo di guerriglieri insediato in un territorio di aspre montagne e scoscesi dirupi rocciosi, con vette spesso ben superiori ai 1 000 metri e temperature infernali. Facendo buon uso degli elicotteri, i britannici snidarono i Qutaibi dalle vette dominanti e circondarono la loro principale roccaforte, Wadi Dhubsan; il 27 maggio paracadutisti e marines britannici lanciarono un attacco in grande stile contro la roccaforte, con forte appoggio di fuoco d'artiglieria e attacchi aerei: Wadi Dhubsan fu conquistata entro sera, e la spina dorsale della guerriglia dei Radfan venne spezzata.

### La guerriglia nelle strade di Aden

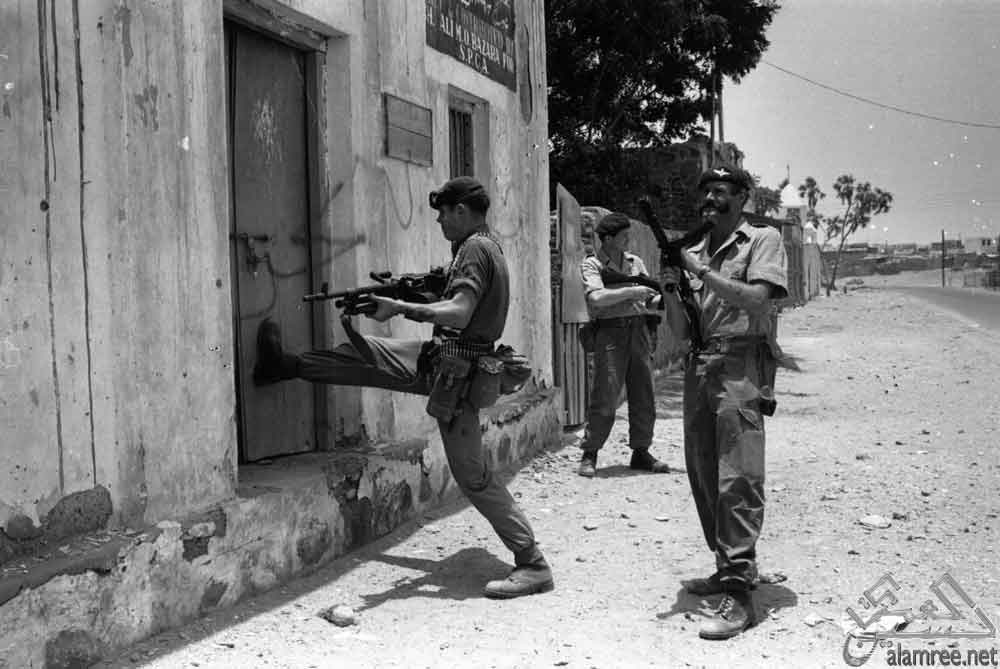
Truppe britanniche ispezionano una casa ad Aden nel 1965

Fallito il tentativo di stabilire una roccaforte guerrigliera nelle colline dell'entroterra, nel novembre 1964 il NLF cambiò le sue tattiche e ripiegò sulla conduzione di azioni di guerriglia urbana e attentati contro le installazioni governative britanniche e della Federazione, in particolare nella stessa Aden; furono presi di mira i funzionari e i militari britannici con le loro famiglie, i membri delle forze di sicurezza locali e in generale tutti i sostenitori del governo, in particolare tramite omicidi individuali di personale fuori servizio, azioni di cecchinaggio e attentati con ordigni esplosivi. Tutto ciò si tradusse ben presto in veri e propri atti di terrorismo: il 26 dicembre 1964 una bomba venne fatta esplodere a una festa per bambini nei locali della base aerea britannica di RAF Khormaksar, uccidendo una ragazza e ferendo quattro bambini.
Con il crescere della violenza, nuove forze britanniche furono fatte affluire nello Yemen: entro l'ottobre 1964 l'intera 24th Infantry Brigade era stata trasferita dal Kenya ad Aden, e le forze britanniche raggiunsero una consistenza di 19 000 uomini appoggiati da mezzi blindati, elicotteri, cacciabombardieri e unità navali; nello stesso periodo, il Federal Regular Army mise in campo circa 15 000 effettivi con i propri reparti di artiglieria e mezzi blindati. Nonostante questo spiegamento di forze, gli attentati della guerriglia ebbero successo nell'intimidire la popolazione e rendere molto difficoltoso per le forze di sicurezza raccogliere attendibili informazioni di intelligence.

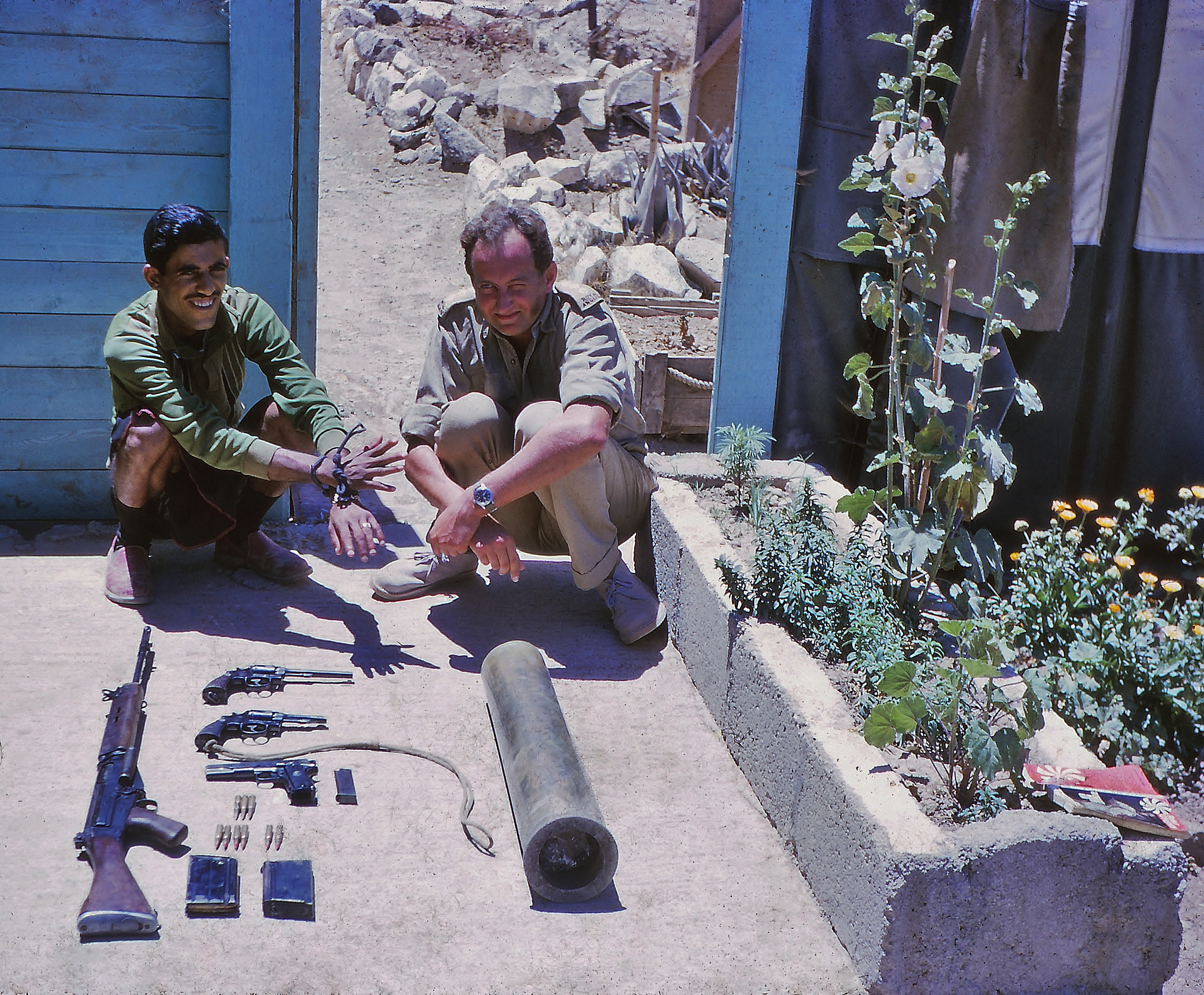
Un ufficiale britannico con un sospetto terrorista catturato e delle armi sequestrate in un deposito della guerriglia

Il fronte indipendentista era tuttavia meno unitario di quanto sembrasse. Il NLF di al-Shaabi iniziò a spostarsi progressivamente verso posizioni di stampo marxiste, distaccandosi dall'originaria matrice nasseriana; questo portò ben presto a un'interruzione dei rapporti dell'organizzazione con l'Egitto di Nasser, per quanto l'Unione Sovietica si affrettò a fornire supporto ai ribelli yemeniti. Il leader sindacale ʿAbd Allāh Asnaǧ, che pure aveva aderito al NLF, se ne distaccò e fondò alla fine del 1964 una propria organizzazione guerrigliera, il "Fronte per la liberazione dello Yemen meridionale occupato" (Front for the Liberation of Occupied South Yemen o FLOSY), fedele all'originaria impostazione nasseriana e forte nella popolazione urbana di Aden tanto quanto il NLF lo era tra gli abitanti dell'entroterra; i rapporti tra NLF e FLOSY si deteriorarono rapidamente, e le due organizzazioni presero a dedicare più tempo a combattersi di quanto ne rivolgessero a colpire i britannici.
A partire dal 1965 si assistette a un notevole incremento degli attacchi terroristici ad Aden e nei suoi dintorni, passando dalle azioni piuttosto improvvisate e amatoriali degli inizi ad attentati più organizzati e mirati, frutto anche delle armi sempre più moderne fornite agli insorti: dalle vecchie ordinanze britanniche dismesse dalle forze armate egiziane si passò ad armamenti più moderni forniti dall'Unione Sovietica. Nel corso del 1965 si registrarono 286 attacchi della guerriglia, principalmente assassini mirati, azioni di cecchinaggio, attacchi con granate, mine e trappole esplosive piazzate sotto le strade; gli insorti yemeniti misero a segno una serie di azioni eclatanti: il 29 agosto agenti del NLF assassinarono il capo della polizia di Aden Harry Barrie, e tre giorni dopo replicarono l'azione uccidendo Sir Arthur Charles, presidente del consiglio legislativo della città. Dopo che il 17 settembre un attacco con granate all'aeroporto di Aden ebbe causato nove feriti, le autorità britanniche sospesero la costituzione della Federazione e l'alto commissario britannico Richard Turnbull assunse il governo diretto della regione.

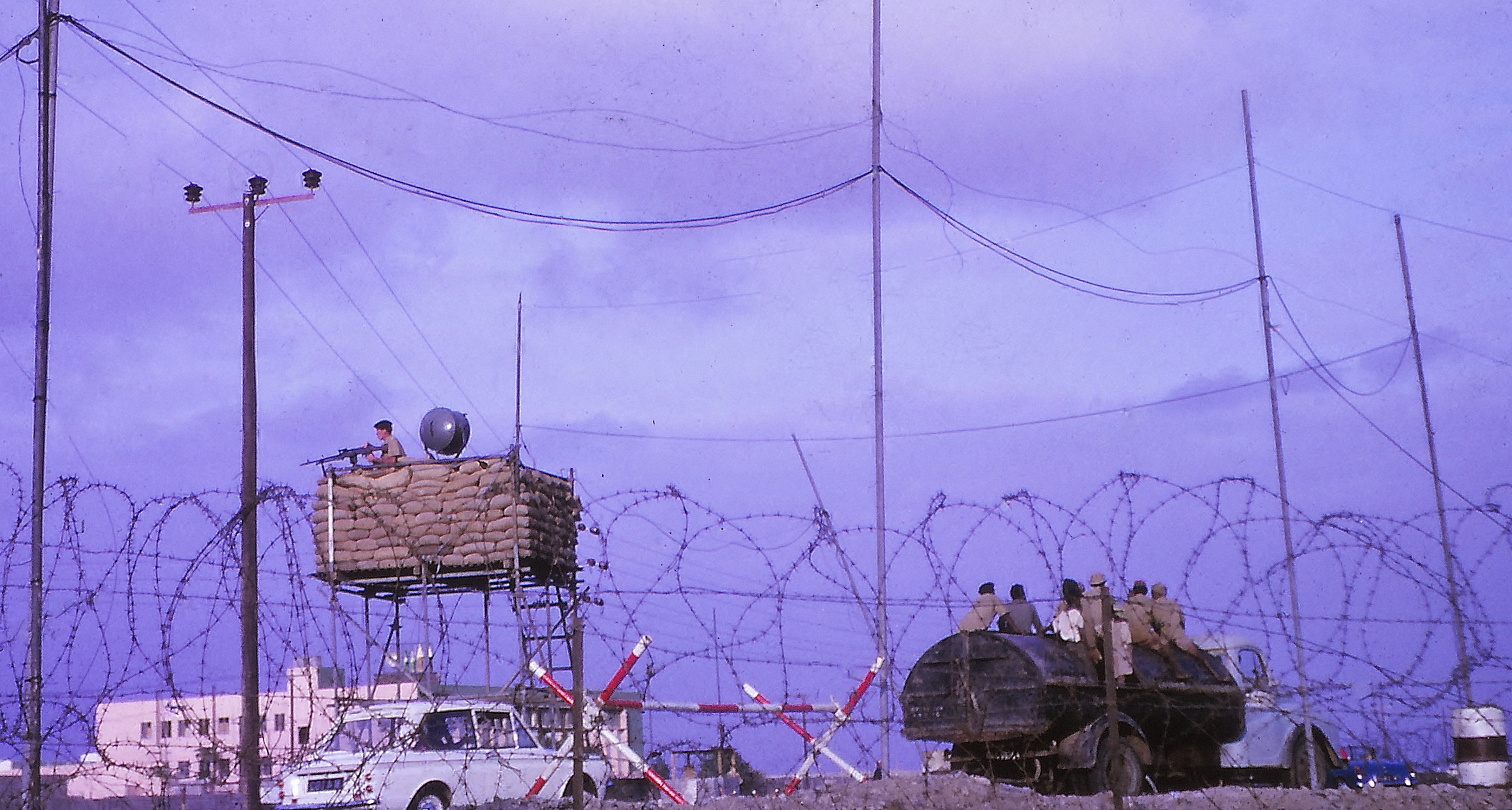
Un posto di controllo britannico nel quartiere di Sheikh Othman ad Aden

Le forze britanniche attuarono svariate strategie per contenere l'insurrezione. A partire dall'ottobre 1965 venne costruito uno sbarramento di filo spinato lungo più di 17 chilometri per isolare Aden dall'entroterra e incanalare il traffico da e verso la città attraverso posti di blocco ben presidiati; questo sbarramento, soprannominato "Scrubber Line" (dal nome del suo ideatore, maggiore "Scruber" Stewart-Richardson delle Coldstream Guards), non riuscì tuttavia a impedire più di tanto il contrabbando di armi ed esplosivi all'interno della città. Operativi del SAS di uno squadrone ad hoc, chiamato K-M (da "Keeni-Meeni", un termine swahili per indicare l'agguato del serpente), ottennero discreti successi nell'eliminare o catturare esponenti della guerriglia operando nelle strade di Aden camuffati da abitanti locali. Nell'entroterra furono messe in atto alcune delle misure adottate con successo contro gli insorti comunisti durante l'Emergenza malese degli anni 1950, tra cui la ricollocazione forzata delle popolazioni in villaggi protetti e sorvegliati dalle forze di sicurezza, onde negare alla guerriglia l'appoggio della popolazione e fare terra bruciata delle zone controllate dagli insorti; villaggi sospettati di appoggiare la guerriglia furono bombardati dall'aviazione, per quanto si cercò spesso di limitare le vittime civili e di colpire più che altro le proprietà.
Le azioni dei britannici si rivelarono inefficaci nel fermare la violenza, e nel corso del 1966 furono registrati 540 attacchi della guerriglia, tra cui azioni più sofisticate come il lancio di razzi e il fuoco di mortai contro le basi britanniche; l'azione più eclatante si ebbe il 22 novembre 1966, quando un Douglas DC-3 della compagnia aerea civile Aden Airways si schiantò al suolo poco dopo il decollo dall'aeroporto di Mayfa'ah a seguito dell'esplosione di una bomba a bordo: morirono tutte le 30 persone presenti a bordo. In generale, le attività britanniche furono ostacolate dalla grave carenza di intelligence: la popolazione era intimidita dagli attacchi e poco incentivata a collaborare con i britannici, gli elementi affidabili delle forze di sicurezza locali erano costantemente presi di mira e le unità di polizia (la South Arabian Police federale e la Aden Armed Police cittadina) risultarono pesantemente infiltrate dagli insorti.

### Sommosse e ammutinamenti

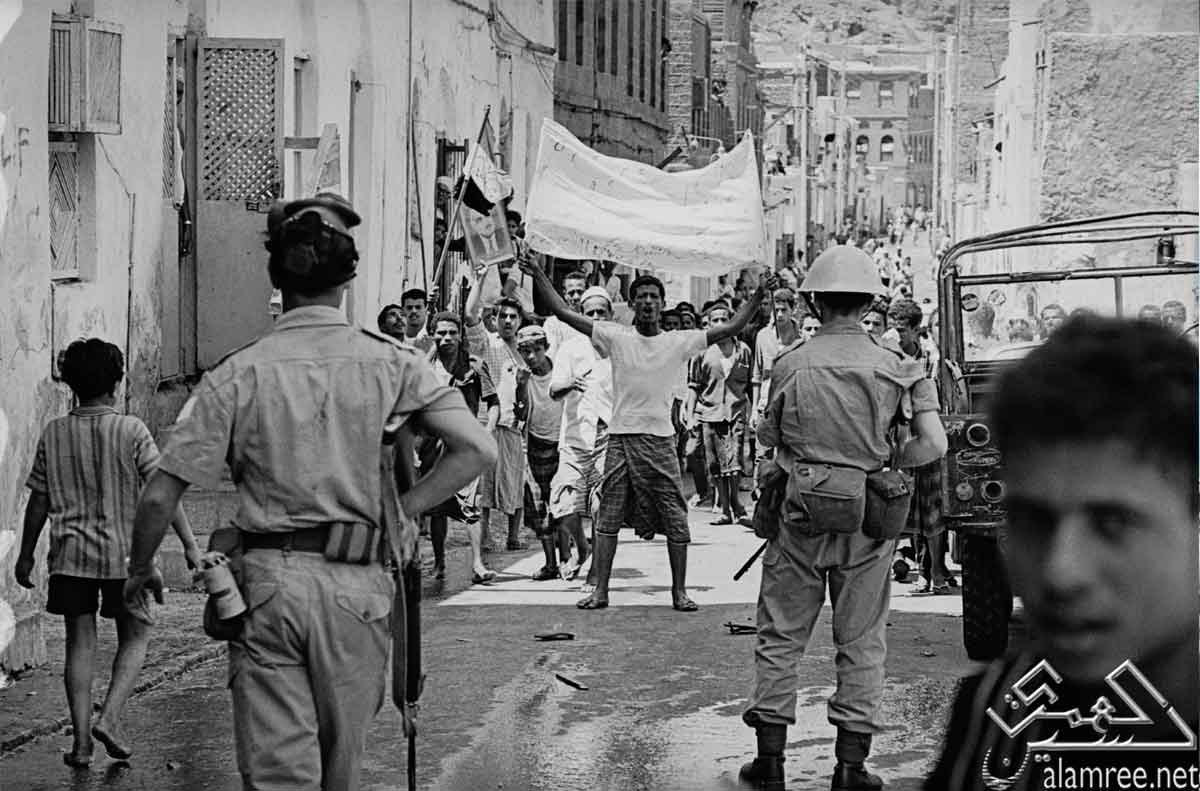
Forze britanniche fronteggiano una manifestazione di piazza ad Aden nel 1967

All'inizio del 1967 gli indipendentisti si sentirono abbastanza forti da tentare un'insurrezione su vasta scala. Tra il 19 e il 20 gennaio 1967 l'NLF organizzò ampie sommosse e disordini di strada nei quartieri della città vecchia di Aden; quando la polizia si dimostrò incapace di riportare l'ordine, l'alto commissario Turnbull fece intervenire le truppe britanniche. I soldati sedarono i tumulti organizzati dal NLF facendo uso della forza, ma poco dopo anche i sostenitori del FLOSY scesero in strada dando inizio a nuovi disordini; gli scontri proseguirono fino alla metà di febbraio, quando la calma fu in qualche modo ristabilita: nel corso di questo periodo le truppe britanniche aprirono il fuoco in 40 occasioni, mentre la guerriglia fece registrare 60 attacchi con cecchini e granate.
La situazione degenerò sempre di più, e l'apice fu raggiunto in giugno: la sconfitta dell'Egitto di Nasser nella guerra dei sei giorni contro Israele fu addebitata dagli arabi a un supposto intervento diretto di Stati Uniti e Regno Unito contro il leader egiziano, facendo salire la tensione ad Aden a livelli altissimi. Unità scelte furono fatte affluire per coprire gli ultimi preparativi per il ritiro scaglionato dei britannici, ma gli scontri crebbero in intensità: nel corso del 1967, i britannici avrebbero registrato un totale di circa 2 900 attacchi e attentati da parte della guerriglia. Il 1º giugno gruppi di insorti armati lanciarono attacchi combinati contro le postazioni del 1º Battaglione del Parachute Regiment nel quartiere di Sheikh Othman, e furono respinti solo al termine di una dura battaglia durata tutto il giorno.

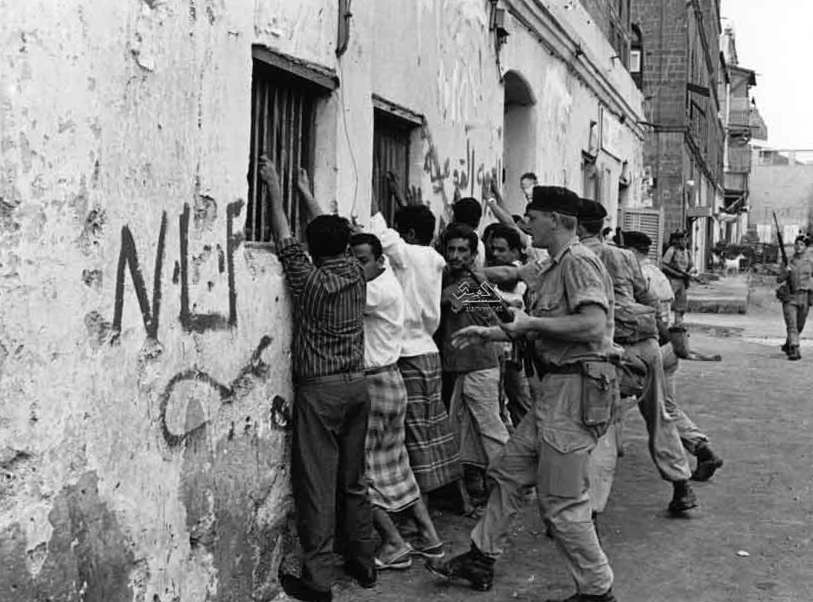
Soldati britannici mentre perquisiscono dei civili nelle strade di Aden

Il 20 giugno un grave ammutinamento interessò un'unità dell'esercito federale accampata vicino alla città: il pretesto fu la decisione dei britannici di sospendere dal servizio tre colonnelli dell'esercito federale accusati di sostenere gli insorti, anche se l'azione in sé degenerò rapidamente in scontri tra gli stessi ammutinati appartenenti a diverse fazioni tribali; mentre gli ufficiali arabi e britannici dell'unità si barricavano nei loro alloggi, gli ammutinati aprirono il fuoco su un camion che transitava per caso nella zona uccidendo otto soldati del Royal Corps of Transport, dopodiché attaccarono un'installazione vicina uccidendo un ufficiale britannico, due poliziotti e un lavoratore civile. Truppe britanniche del King's Own Royal Border Regiment, appoggiate dai blindati del 1st The Queen's Dragoon Guards, riuscirono a riprendere il controllo della situazione e a liberare gli ufficiali rimasti bloccati facendo un uso minimo della forza, ma la notizia dell'ammutinamento si sparse rapidamente. Voci non controllate secondo le quali i britannici stavano procedendo a fucilare i soldati ammutinati indussero alla sommossa gli agenti arabi della Aden Armed Police di base nel quartiere di Crater, una roccaforte degli indipendentisti: gruppi di insorti e agenti ammutinati alzarono barricate nelle strade e attaccarono una pattuglia britannica infliggendo gravi perdite. Entro la fine del giorno, il quartiere di Crater era interamente caduto in mano ad almeno 500 ribelli armati e le truppe britanniche avevano subito 22 morti in vari scontri sparsi per tutta la città.
Il quartiere di Crater fu subito evacuato e isolato dalle unità britanniche; per due settimane la situazione nel quartiere rimase completamente fuori controllo, con saccheggi, uccisioni e scontri tra gli opposti gruppi armati del NLF e del FLOSY mentre le unità di polizia rimanevano a guardare. Vista l'incapacità della polizia di riportare l'ordine, il compito fu assegnato alle forze britanniche che il 3 luglio entrarono a Crater (operazione Stirling Castle): in quella che fu definita "l'ultima battaglia dell'Impero britannico", le unità dell'Argyll and Sutherland Highlanders del tenente colonnello Colin Mitchell, con il supporto dei blindati Alvis Saladin delle Dragoon Guards, rioccuparono il quartiere al termine di brevi scontri.

### La ritirata dei britannici

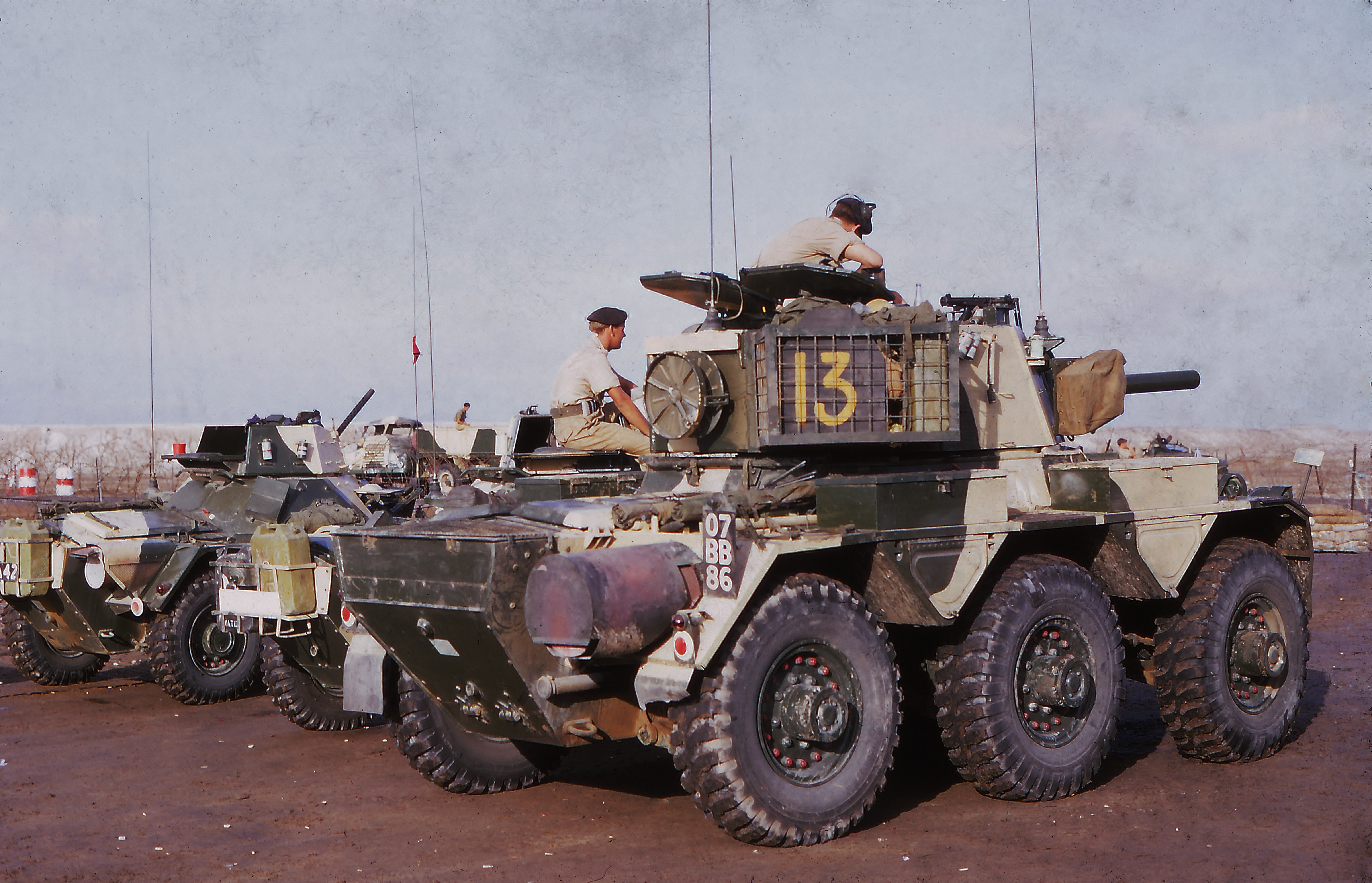
Autoblindo delle Queen's Dragoon Guards ad Aden: in primo piano un'Alvis Saladin, in secondo piano una Ferret

Alla fine del 1967 era ormai evidente che le posizioni britanniche ad Aden stavano divenendo intenibili: i britannici non erano più in grado di proteggere gli sceiccati dell'entroterra dagli assalti del NLF e del resto la stessa guarnigione di Aden doveva essere protetta dagli attacchi che venivano dall'interno, in un clima di generale disaffezione da parte della popolazione locale. L'importanza di Aden come base militare del Regno Unito era ormai grandemente scemata: a mano a mano che le colonie britanniche in Africa e Asia raggiungevano l'indipendenza la presenza delle forze armate britanniche "a est di Suez" perdeva di significato, e con una forte svalutazione della sterlina in corso il governo laburista del primo ministro Harold Wilson era più che mai intenzionato a ridurre gli impegni militari all'estero. Il ritmo del ripiegamento da Aden fu quindi incrementato per essere portato a compimento anche prima della data fissata del 1968.
Gli ultimi mesi ad Aden furono uno stillicidio per i reparti britannici: asserragliati nelle proprie basi e intenti più che altro a smantellare i loro depositi, i soldati dovettero fronteggiare ancora attacchi da parte degli indipendentisti per quanto i gruppi armati del NLF e del FLOSY fossero ormai più che intenti a combattersi tra di loro per il controllo di Aden stessa e del nuovo Stato. Alla fine di settembre le unità britanniche, ormai ridotte a circa 3 500 uomini, lasciarono gran parte delle loro postazioni al controllo dell'esercito federale arabo e ripiegarono sul loro ultimo perimetro difensivo intorno alla base aerea di Khormanksar; l'evacuazione degli ultimi reparti, principalmente paracadutisti e Royal Marines, fu portata a termine in novembre principalmente per via aerea. Il passaggio di consegne finali si svolse con poche cerimonie: il 30 novembre 1967 l'ultimo alto commissario britannico, Sir Humphrey Trevelyan, si imbarcò su un aereo a Khormanksar e lasciò la città, ponendo fine a 128 anni di dominio britannico su Aden.

## Conseguenze
L'"Emergenza di Aden" fu l'ultimo dei conflitti armati della decolonizzazione che videro come protagonista il Regno Unito, e quello che ebbe l'esito peggiore per i britannici; per quanto la decisione di abbandonare Aden fosse alla fine inevitabile, essa fu vissuta dalle forze armate britanniche come un disastro strategico e come una profonda umiliazione. Il ritiro da Aden rappresentò simbolicamente la conclusione dello smantellamento dell'Impero britannico, iniziato venti anni prima nel 1947 con l'indipendenza di India e Pakistan. Gli eventi dell'emergenza causarono, tra il 1963 e il 1967, un totale di 92 morti e 510 feriti nei ranghi delle forze armate britanniche; la comunità britannica di Aden dovette poi registrare altri 17 morti e 81 feriti civili. Le perdite riportate nella popolazione araba sono difficili da conteggiare, ma alcune stime danno un totale di 382 morti e 1 714 feriti.

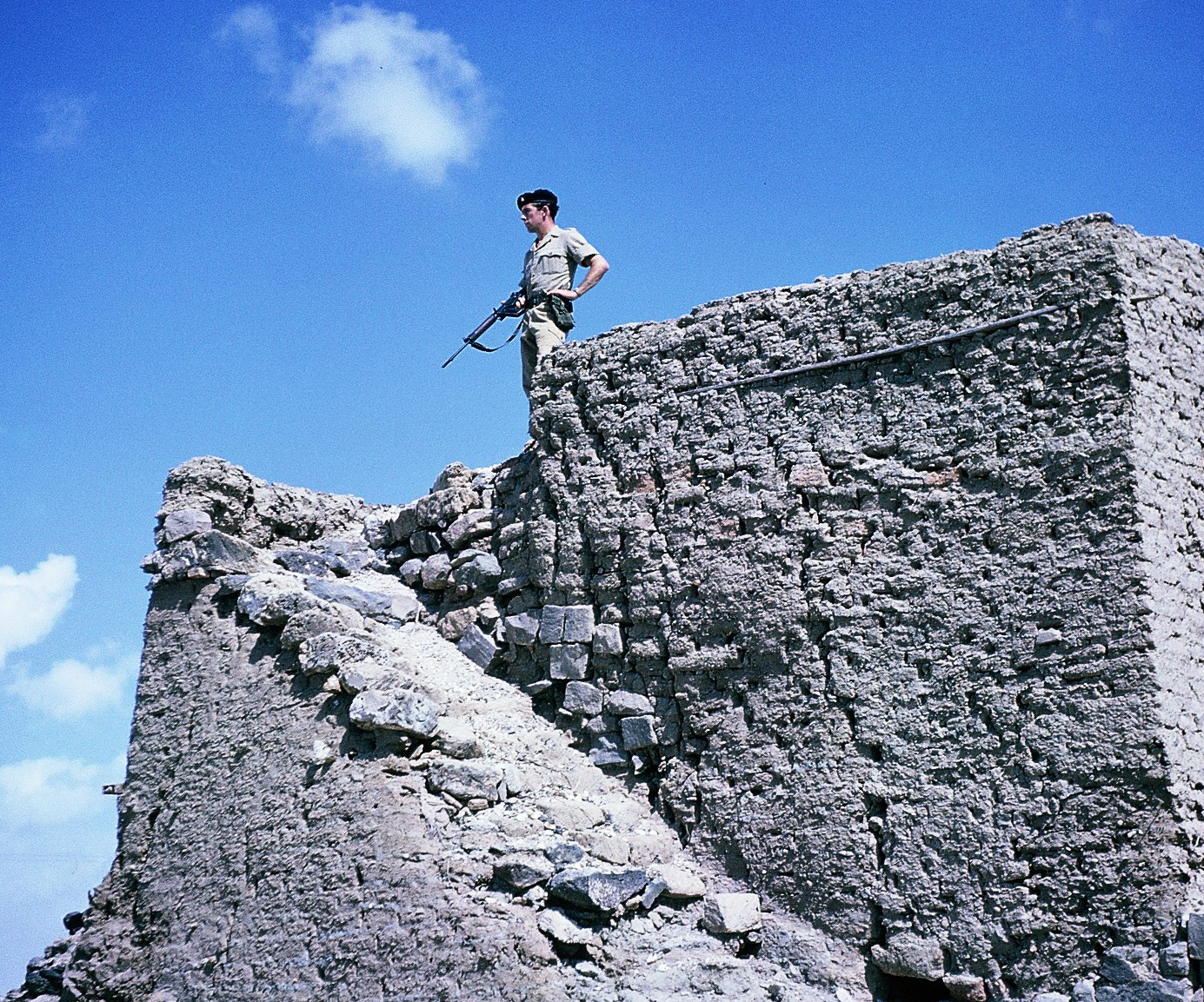
Una solitaria sentinella britannica ad Aden

Senza il supporto delle forze armate britanniche, la costruzione della Federazione dell'Arabia Meridionale si dissolse rapidamente e i monarchi dell'entroterra vennero spodestati dai nazionalisti che, nel novembre 1967, proclamarono la nascita della "Repubblica Popolare dello Yemen meridionale" con Qahtan Muhammad al-Shaabi come presidente. Gli scontri armati per il potere tra il NLF e il FLOSY erano proseguiti con vigore negli ultimi giorni del ritiro dei britannici, ma la posizione dei nasseriani di Asnag era ora molto più debole a causa degli eventi in corso nel confinante Yemen del nord: la sconfitta patita nella guerra dei sei giorni aveva obbligato Nasser a richiamare le truppe egiziane dallo Yemen, e il sanguinoso conflitto civile tra monarchici e repubblicani giunse infine alla conclusione nel 1970 con un accordo di compromesso che tagliava fuori le ali estreme dei due schieramenti. Senza più appoggi, il FLOSY andò incontro a una serie di sconfitte e si dissolse con rapidità.
L'ala dura del NLF prese il potere e il 1º dicembre 1970 proclamò la nascita della Repubblica Democratica Popolare dello Yemen, l'unico stato arabo governato da un regime dichiaratamente marxista; il Partito Socialista Yemenita (ridenominazione del precedente NLF) fu proclamato unico partito legale, e l'economia nazionale fu radicalmente ristrutturata secondo le linee del comunismo sovietico. Per quanto la riunificazione dei due Yemen fosse nominalmente all'ordine del giorno sia del governo di Sana'a che di quello di Aden, le differenze tra il Sud marxista e alleato dell'Unione Sovietica e il Nord a economia di mercato e in buoni rapporti con il Blocco occidentale furono più che di ostacolo al processo. I rapporti tra i due Yemen ebbero un andamento altalenante, passando da periodi dove la riunificazione appariva a portata di mano ad altri dove la conflittualità raggiungeva livelli massimi; i due paesi combatterono altrettante brevi guerre di confine, la prima nel 1972 e la seconda, più estesa, nel 1979, mentre il governo di Aden continuò ad armare e a fornire riparo a gruppi di insorti di sinistra che operavano nel nord.
La situazione riuscì a sbloccarsi solo dopo lo scoppio, nel 1986, di una breve ma violenta guerra civile nello Yemen del sud che portò al potere una fazione di tecnocrati moderati, seguita, alla fine del decennio, dalla dissoluzione dell'Unione Sovietica che lasciò Aden senza il suo principale sostenitore internazionale; i due Yemen riuscirono quindi a raggiungere un accordo per la riunificazione il 22 maggio 1990.